# Joseph McLoughlin
Joseph James McLoughlin (21 d'agost de 1878 – desembre de 1962) va ser un remer estatunidenc que va competir a primers del segle xx.
El 1904 va prendre part en els Jocs Olímpics de Saint Louis, on va guanyar la medalla de plata en la prova de doble scull del programa de rem, fent parella amb John Hoben.